# Fusarium ramigenum
Fusarium ramigenum är en svampart som beskrevs av O'Donnell & Nirenberg 1998. Fusarium ramigenum ingår i släktet Fusarium och familjen Nectriaceae.   Inga underarter finns listade i Catalogue of Life.